# 159. strelska divizija (ZSSR)
159. strelska divizija (izvirno rusko 159. стрелковая дивизия; kratica 159. SD) je bila strelska divizija Rdeče armade v času druge svetovne vojne.

## Zgodovina
Divizija je bila ustanovljena junija 1940 in bila septembra 1941 uničena v Kijevu. Še isti mesec so jo ponovno ustanovili; januarja 1943 so jo preimenovali v 61. gardno strelsko divizijo. Tretjič je bila ustanovljena junija 1943 v Rževu s preoblikovanjem 20. in 49. smučarske strelske brigade.